# Greenville Mid-Delta Airport

i7
i11
i13
Der Greenville Mid-Delta Airport (IATA-Code: GLH, ICAO-Code: KGLH) ist ein Flughafen auf gemeindefreiem Gebiet des Washington County nordöstlich von Greenville (Mississippi). Die 1968 aus einer Luftstreitkräftebasis umgewandelten Anlagen werden weiterhin teilweise militärisch, im Charter- und General Aviation-Bereich sowie in geringem Umfang auch für den Linienbetrieb genutzt.

## Lage
Der Greenville Mid-Delta Airport ist der einzige kommerziell im Linienverkehr genutzte Flughafen in der Mississippi-Delta-Region, einer im Nordwesten des Bundesstaats Mississippi gelegenen Schwemmlandschaft zwischen dem Mississippi River und den östlich davon gelegenen Flüssen Tallahatchie und Yazoo. Er liegt etwa neun Kilometer nordwestlich des Zentrums von Greenville, direkt nördlich der Town Metcalfe.

## Geschichte
Ab 1941 richtete die United States Army Air Forces (USAAF) in Greenville Anlagen zur Pilotenausbildung ein. Nordöstlich des Stadtzentrums entstand das im Juni 1942 eröffnete Greenville Army Airfield, das durch das etwa 1,6 südöstlich des Ortskerns gelegene Greenville Auxiliary Field ergänzt wurde. Nach dem Ende des Zweiten Weltkriegs wurden beide Anlagen zunächst geschlossen, doch reaktivierte die United States Air Force (USAF) die stadtfernere Basis 1950 vor dem Hintergrund des Koreakriegs als Greenville Air Base, ab 1953 Greenville Air Force Base. Im Dezember 1963 wurde die Schließung für 1965 in Aussicht gestellt, woraufhin das Gelände schrittweise bis 27. Dezember 1966 an die Stadt Greenville übergeben wurde.
Die Stadt Greenville hatte nach dem Zweiten Weltkrieg das stadtnahe Flugfeld als öffentlichen Flugplatz genutzt, verlagerte dessen Aufgaben aber nun ab 1966 auf die von der USAF freigegebene Infrastruktur nordöstlich der Stadt. Der neue zivile Flughafen wurde zunächst Greenville International Airport genannt und durch Southern Airways im Linienverkehr angeflogen. Nach 1980 erfolgte die Umbenennung in Mid Delta Regional Airport. Seit 2011 trägt der Flughafen den Namen Greenville Mid-Delta Airport.

## Nutzung
Zwischen dem 1. August 2018 und dem 31. Juli 2019 wurden 22974 Starts und Landungen auf dem Greenville Mid-Delta Airport durchgeführt, pro Tag durchschnittlich 62,9. Davon entfielen 15.051 (65,5 %) auf Charterflüge und General Aviation, 6524 (28,4 %) auf militärische Nutzung und 1399 (6,1 %) auf Linienflüge.
Der Linienverkehr wird seit 2015 durch die Fluggesellschaft Boutique Air erbracht, die dafür ebenso wie zuvor tätige Anbieter Essential-Air-Service-Subventionen erhält. Mit Stand März 2021 belaufen sich die jährlichen Zahlungen auf 2,9 Millionen Dollar. Boutique Air bietet damit tägliche Verbindungen nach Dallas/Fort Worth und mehrmals wöchentlich nach New Orleans und Nashville an, die von Flugzeugen mit sieben bis neun Passagierplätzen (Pilatus PC-12, Beechcraft Super King Air) erbracht werden. Im Kalenderjahr 2019 nutzten 3687 Passagiere das Angebot, im Vorjahr 2018 5634 Personen.